# Paul Gauguin
Eugène Henri Paul Gauguin (wym. [pɔl ɡoɡɛ̃]; ur. 7 czerwca 1848 w Paryżu, zm. 8 maja 1903 w Atuona na wyspie Hiva Oa na Markizach, Polinezja Francuska) – francuski malarz.

## Życiorys
Jego babcią była bardzo znana we Francji socjalistka i pisarka Flora Tristan. Ojciec, Clovis Gauguin, był dziennikarzem w radykalnym piśmie "Le National". Po zamachu stanu Ludwika Napoleona Bonapartego rodzina Gauguina w obawie przed prześladowaniami wyemigrowała do Peru, skąd pochodziła rodzina matki malarza. Pod koniec podróży ojciec Paula Gauguina nagle zmarł. Byt rodzinie zapewnili bogaci krewni w Peru. Po 6 latach Gauguinowie wrócili do Paryża, jednak Paul nie znał dobrze francuskiego, miał trudności w szkole i marzył o podróżach. Zrealizował swoje marzenie niewiele lat później. Jako siedemnastolatek zatrudnił się w marynarce handlowej.

### Początki twórczości

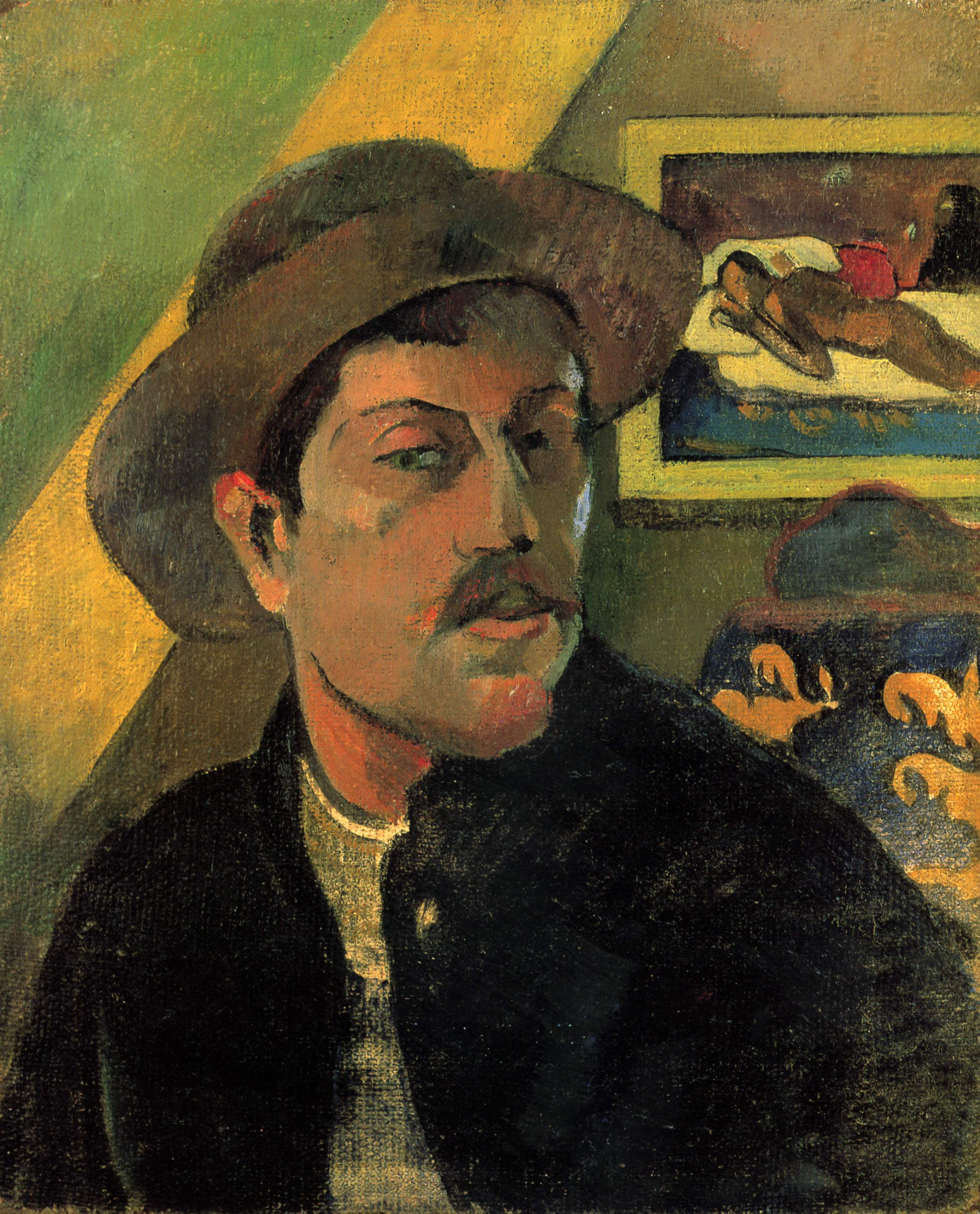
Autoportret z 1893

Po śmierci matki w 1867, wrócił do Francji (w momencie, kiedy zaczęła się wojna francusko-pruska). Gauguin zaczął interesować się malarstwem, początkowo jako amator. Pracował jako urzędnik giełdowy. W 1873 poślubił Dunkę, Mette-Sophie Gad, z którą miał następnie pięcioro dzieci. Przypadkowo poznał Pissarra, który udzielił mu cennych wskazówek. Poznał wiele sław malarskich epoki, ale akceptował tylko niektórych, takich jak Pierre Puvis de Chavannes i Paul Cézanne. Uczestniczył w plenerach w Pontoise.
W 1879 przeprowadził się z rodziną do dużego mieszkania, w którym jedno pomieszczenie przeznaczył na pracownię. W tym samym roku wystawił na IV wystawie impresjonistów jedną ze swoich rzeźb. Rok później, na V wystawie impresjonistów, wystawił siedem obrazów i jedno popiersie, a na kolejnej wystawie osiem obrazów i dwie rzeźby. Prace te zwróciły na niego uwagę krytyków. Udział w wystawach był również źródłem entuzjazmu dla Gauguina i jednocześnie niepokoju dla jego żony, która obawiała się przeradzającego się w pasję hobby męża.
Niebawem, gdy w 1882 nastąpił kryzys rynków kapitałowych, Gauguin zdecydował się na porzucenie pracy i całkowite poświęcenie malarstwu. W listopadzie 1883 przeprowadził się do Rouen, gdzie koszty utrzymania były niższe niż w Paryżu, jednak i tam nie dawał sobie rady, jego obrazów nie kupowano, wkrótce skończyły się oszczędności. Żona nie zgadzała się na życie w biedzie i zdecydowała o wyjeździe całej rodziny do Kopenhagi.

### Szkoła z Pont-Aven

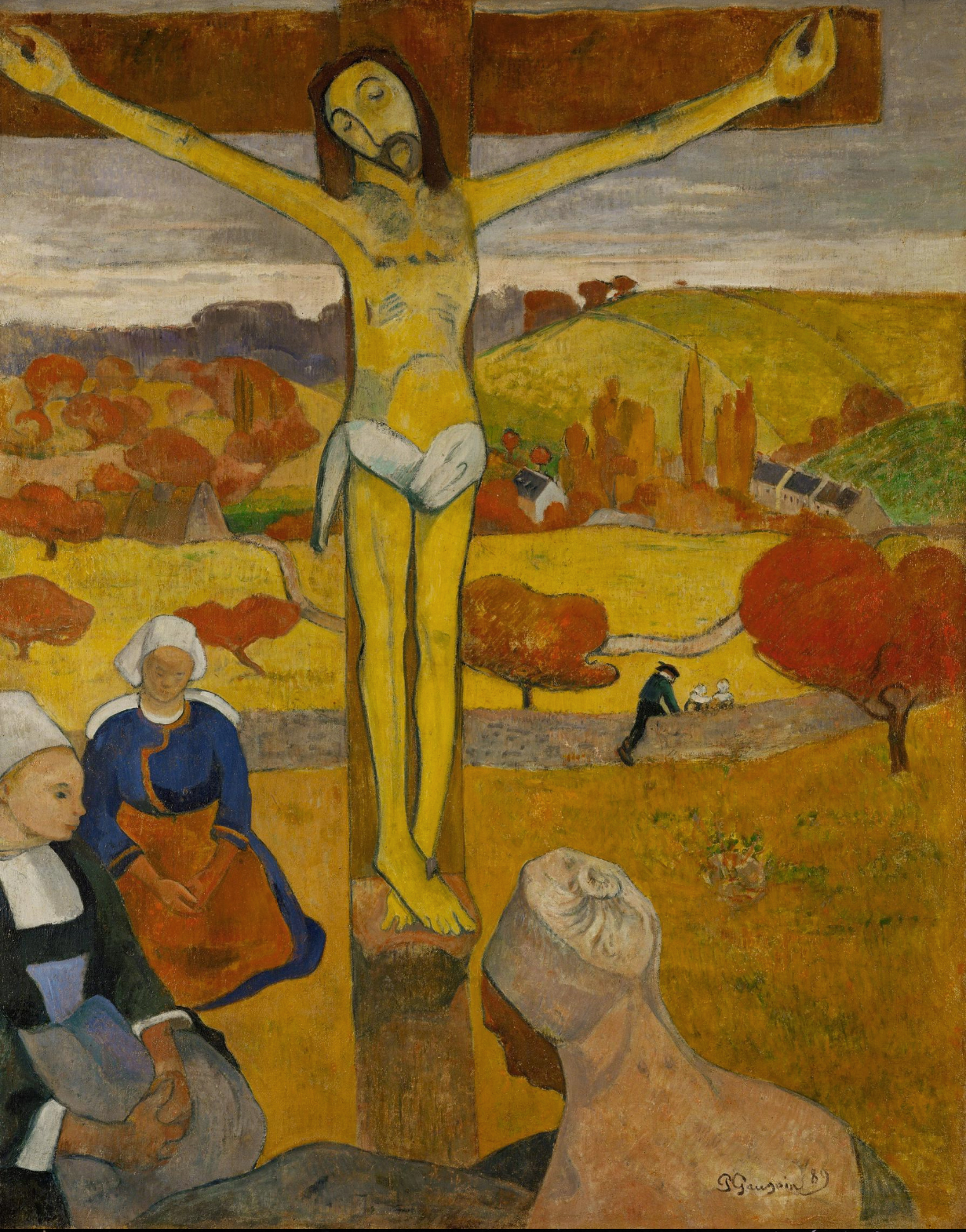
Żółty Chrystus, olej na płótnie, 1889

Skłócony z teściami Gauguin w 1885 zostawił żonę w Danii, a sam, wraz z sześcioletnim synem Clovisem, wrócił do Francji, najpierw do Paryża, by w 1886 wyruszyć do Bretanii do Pont-Aven, miejscowości, która dała imię kierunkowi malarstwa: szkoła z Pont-Aven. W tej małej miejscowości, porównywanej do paryskiego Montmartre, spotykali się liczni malarze poszukujący „malowniczych pejzaży” (m.in. Paul Serusier oraz polski malarz Władysław Ślewiński), a Gauguin odgrywał rolę przywódcy-teoretyka. Jego obrazy cechowało syntetyczne traktowanie plam barwnych (syntetyzm), czysta paleta i stosowanie kreski dla oddzielenia sąsiadujących kolorów (cloisonizm inspirowany witrażami). Ten sposób malowania przerodził się wśród wielu naśladowców w łatwo rozpoznawalną manierę.
Kolejną ważną cechą malarstwa Gauguina jest odwaga zrywania z konwencją malarską, jaką stała się już stylistyka impresjonistyczna. W nowym malarstwie znika przymus stosowania prawideł perspektywy, światłocienia, określonego źródła światła w obrazie. Przedmiot staje się znakiem, a nie odwzorowaniem rzeczywistości. Wyraża ideę, z założenia jest dekoracyjny. Po raz kolejny sztuka nawiązuje do tradycji japońskich i sztuki prymitywistów. Twórczość tego okresu zapowiada i inicjuje fowizm, nabizm oraz symbolizm. Najbardziej chyba reprezentatywnym dziełem Gauguina z czasów Pont-Aven jest Żółty Chrystus z 1888.
W 1888 przez okres dziewięciu tygodni Gauguin mieszkał wraz z Vincentem van Goghiem w Arles w Prowansji. Pracowali tam intensywnie w plenerze, spotykając się wieczorami, by porównywać swoje prace i dyskutować. Ich odmienne charaktery powodowały częste kłótnie, 23 grudnia, po kolejnej z nich, van Gogh zagroził przyjacielowi brzytwą, a następnie obciął sobie kawałek ucha. Po tej kłótni Gauguin powrócił do Paryża.
W lutym 1889 Gauguin powrócił do Pont-Aven, jednak pod koniec czerwca, ze względu na napływ turystów, przeniósł się wraz z Serusierem do Le Pouldu, gdzie później przenieśli się również inni malarze.
Poza malarstwem Gauguin wykonywał też rzeźby w drewnie oraz wyroby ceramiczne. Podczas ostatniej wystawy impresjonistów w 1886 poznał rytownika Bracquemonda i Ernesta Chapleta, od których nauczył się wykonywania kamionki emaliowanej i japońskiej techniki wypalania. Po pewnym czasie zainteresował się również rzeźbą w drewnie i odlewami z brązu. Jego prace w tym zakresie uzyskały pozytywne opinie krytyków, jednak nie znalazły zbyt wielu odbiorców. Sam Gauguin był jednak na tyle dumny z tych dzieł, że przedstawiał je często na swoich obrazach.

### Polinezja

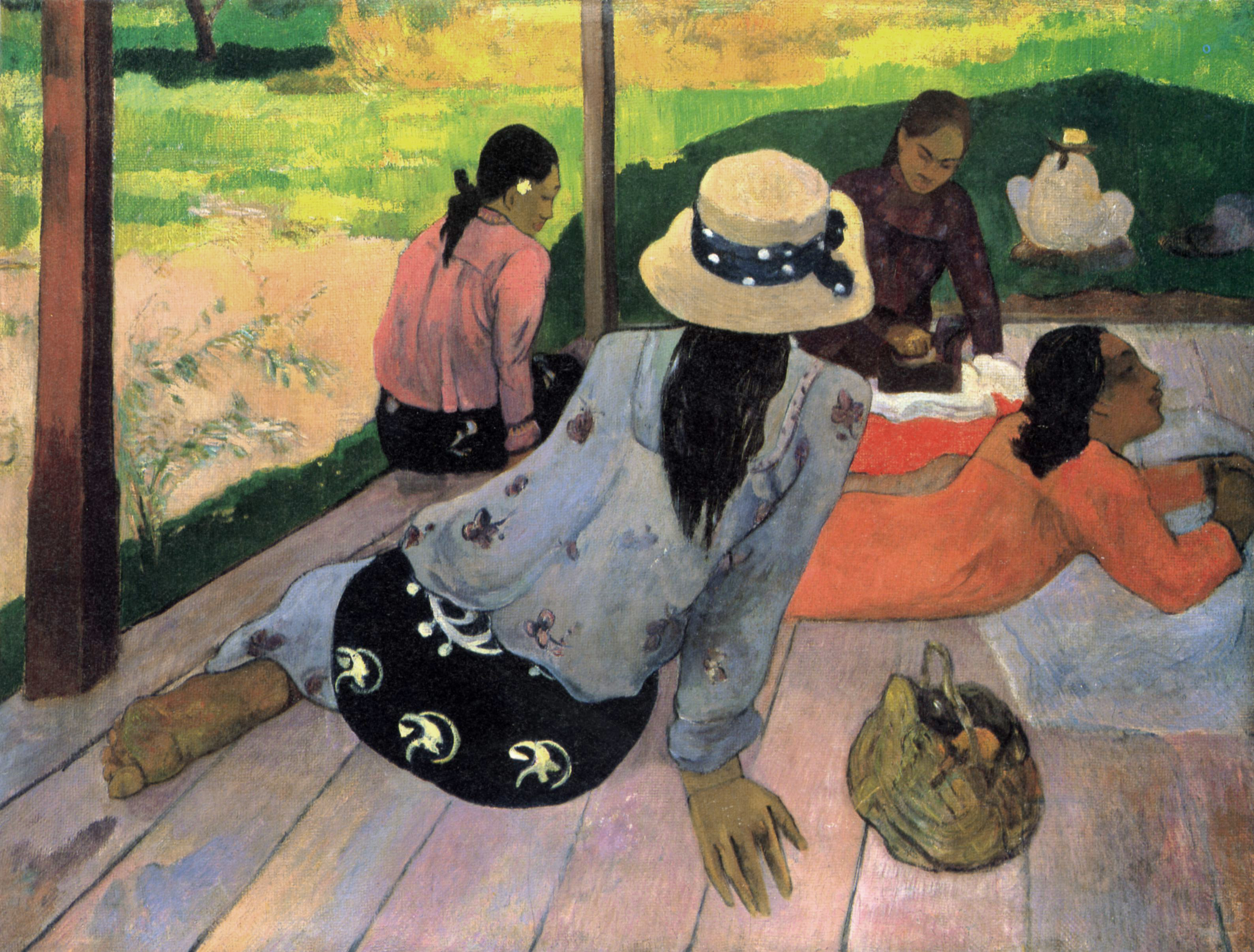
Sjesta, olej na płótnie, 1894

Już w 1887 roku Gauguin opuścił Francję i wyjechał na Martynikę, jednak zachorował na malarię, co zmusiło go do powrotu do kraju. Nie przestał jednak myśleć o odległych lądach. W 1891 zrujnowany, ale zafascynowany egzotyką i dzikością zamorskich krajów, Gauguin wyruszył do Polinezji i, po trwającej ponad 2 miesiące podróży, osiedlił się na Tahiti, gdzie miał nadzieję uciec od cywilizacji i wszystkiego co sztuczne i konwencjonalne. Początkowo mieszkał w Papeete, jednak później przeniósł się do Pacca, a następnie do Mataiea. Tam poznał Tehaʻamanę, młodszą od niego o 30 lat dziewczynę, z którą żył dwa lata na Tahiti. Została ona też jego modelką i pojawia się na wielu obrazach artysty (np. Faaturuma).
W kwietniu 1893 Gauguin opuścił Tahiti i powrócił do Francji. Zatrzymał się w Marsylii, gdzie wynajął pracownię. Dzięki spadkowi po śmierci wuja mógł spłacić część swoich wierzycieli. Dalszemu pogorszeniu uległy jego stosunki z żoną, która samowolnie sprzedała część jego obrazów, co rozgniewało malarza. Od 4 listopada do 1 grudnia 1893 trwała jego duża wystawa zorganizowana przez galerię Duranda-Ruela, która jednak nie przyniosła artyście sukcesu. Pomimo entuzjazmu nabistów, większość krytyków i publiczności nie rozumiała jego sztuki. Gauguin przebywał następnie w Paryżu. Jego ekscentryczny sposób bycia, niekonwencjonalny ubiór, a także bliska znajomość z Annah, trzynastoletnią jawajską Metyską, z którą poznał go Ambroise Vollard, zraziły do niego kolekcjonerów jego obrazów. Wiosną 1894 Gauguin wyjechał wraz z Annah do Bretanii. Chciał odzyskać swoje miejsce przywódcy wśród malarzy szkoły z Pont-Aven, jednak ci nie wykazywali zainteresowania jego naukami.
W 1895 Gauguin ponownie wyjechał na Tahiti. Jedynym jego kontaktem z Francją była teraz korespondencja prowadzona z Vollardem i Danielem de Monfreidem. Z braku pieniędzy zatrudniał się jako rysownik w biurze katastralnym w Papeete, gdzie rysował rośliny i przepisywał dokumenty. Zajął się również dziennikarstwem. Poznał Pahurę, młodą czternastoletnią dziewczynę, która została jego modelką, a później urodziła ich syna.
Pod koniec życia Gauguin przeniósł się na Markizy do Atuona, na wyspie Hiva-Oa, gdzie kazał wybudować dom, który nazwał Domem Rozkoszy (Maison du Jouir). Zamieszkał tam z Marie Rose Vascho, czternastoletnią dziewczyną, z którą miał córkę. Za wystąpienie w obronie ludności tubylczej został skazany przez władze kolonialne na więzienie. Niedługo potem Gauguin zmarł na atak serca.
Latom spędzonym na wyspach sztuka Gauguina zawdzięcza większą intensywność i blask koloru oraz monumentalną prostotę kompozycji. To tam powstały największe arcydzieła tego okresu, w tym obraz Skąd przychodzimy? Kim jesteśmy? Dokąd zmierzamy?, który w 1898 staje się wydarzeniem sezonu w Paryżu, obecnie przechowywany w bostońskim Museum of Fine Arts. W czasie swojego pobytu na Tahiti Gauguin napisał dwie książki o życiu i wierzeniach Maorysów.

## Dzieła

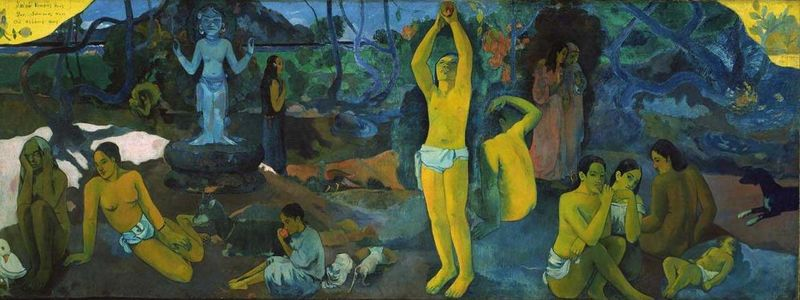
Skąd przychodzimy? Kim jesteśmy? Dokąd zmierzamy?, 1897

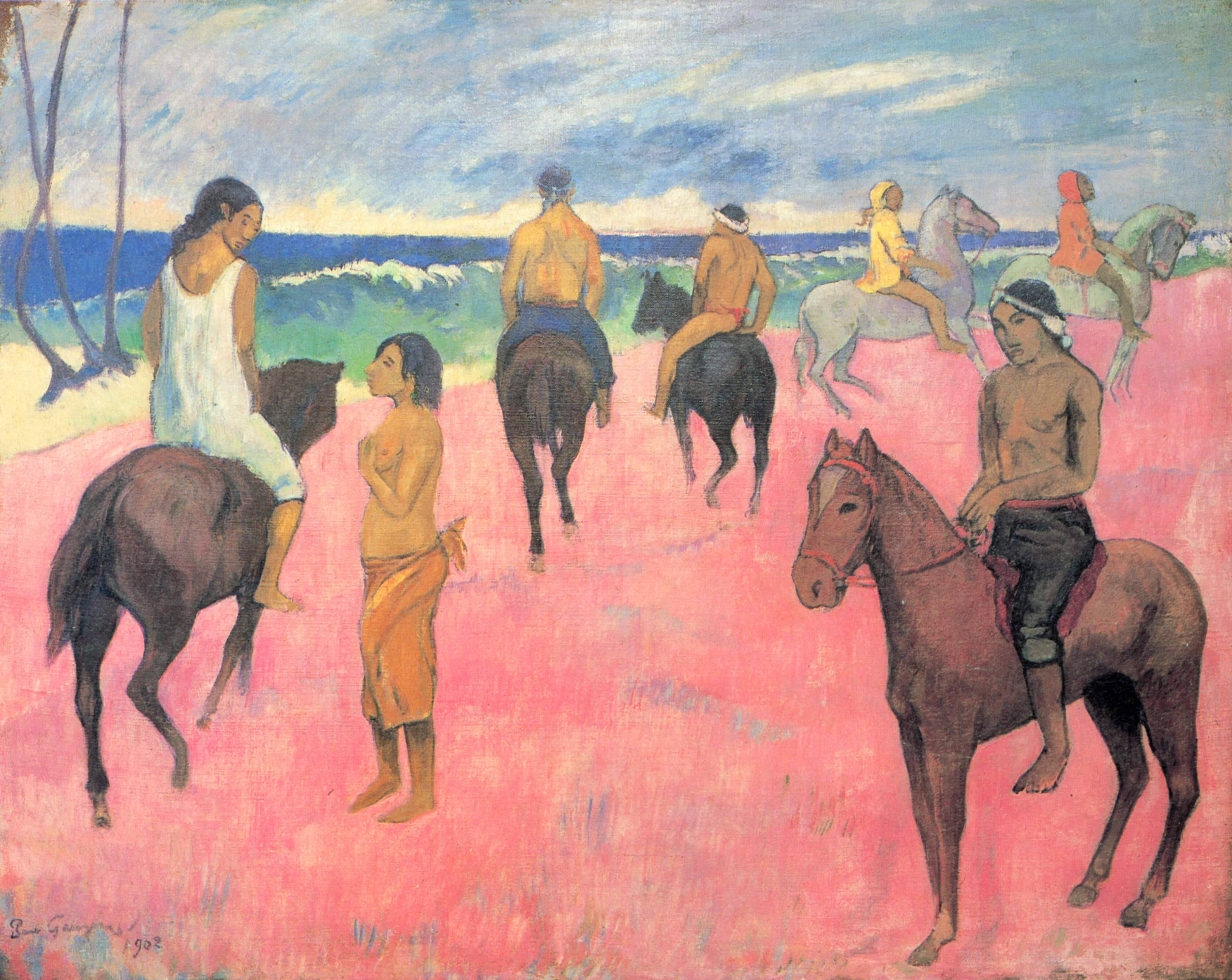
Jeźdźcy na plaży, 1902

- Skąd przychodzimy? Kim jesteśmy? Dokąd zmierzamy? (lub też Skąd przybywamy? Kim jesteśmy? Dokąd idziemy?) (1897)
- Never more (1887)
- Biały koń (1898)
- Złoto ich ciał
- Żółty Chrystus (1889)
- Praczki w Arles (1888)
- Walka Jakuba z aniołem (1888)
- Piękna Angele (1889)
- Ia orana Maria (1891)
- Nafea Faa Ipoipo (1892)[1]
- Nave nave moe (1894)
- Faa Iheihe (1898)
- Autoportret z żółtym Chrystusem (1889)
- Żona króla (1896)